# 金属プロテアーゼ
金属プロテアーゼ(Metalloproteinase)は、触媒機構に金属が関与するプロテアーゼである。筋形成として知られる、胎児の発達の過程における筋細胞の融合に重要な役割を果たすメルトリンがその一例である。
ほとんどの金属プロテアーゼは亜鉛を必要とするが、コバルトを用いるものもある。金属イオンは、3つのリガンドを通してタンパク質に配位する。金属イオンに配位するリガンドは、ヒスチジン、グルタミン酸、アスパラギン酸、リシン、アルギニンによって異なる。4番目の配位位置は、不安定な水分子によって取り囲まれている。
EDTA等のキレート剤による処理で、完全に不活性化される。EDTAは活性に必要な亜鉛を除去するキレート剤である。キレート剤としてフェナントロリンを用いても活性が阻害される。

## 分類
金属プロテアーゼには、以下の2つの下位分類がある。
- エキソペプチダーゼ:金属エキソペプチダーゼ(EC 3.4.17)
- エンドペプチダーゼ:金属エンドペプチダーゼ(EC 3.4.24)、ADAMタンパク質やマトリックスメタロプロテアーゼ等がよく知られる。

ペプチダーゼのオンラインデータベースであるMEROPSでは、ペプチダーゼファミリーは、触媒部位の種類によって、A型（アスパラギン酸）、C型（システイン）、G型（グルタミン酸）、M型（金属）、S型（セリン）、T型（トレオニン）、U型（未知）に分類されている。S、T、C型のペプチダーゼは、求核剤としてアミノ酸を用い、アシル中間体を形成し、転移酵素として働くこともできる。A、G、M型のペプチダーゼは、求核剤は活性化した水である。多くの場合、クランやファミリーを決定するフォールディングによりその触媒機能は失われるが、タンパク質の認識や結合の機能は保持される。
金属プロテアーゼの大部分は、現在50以上に分類されているうちの4つのプロテアーゼ型に分布する。これらの酵素では、通常は亜鉛であるが、二価の陽イオンが水分子を活性化する。金属イオンは、通常は3つのアミノ酸リガンドによって保持される。既知の金属リガンドは、His, Glu, AspまたはLysで、触媒には、少なくとも他に1つの求電子の役割を果たす残基が必要となる。既知の金属プロテアーゼでは約半数が、金属結合部位の一部を形成するHEXXHモチーフを含んでいる。HEXXHモチーフは比較的一般的であるが、より厳密に金属プロテアーゼを定義するのは、'abXHEbbHbc'である。ここで、'a'はバリンかトレオニンであることが多く、テルモリシンやネプリリシンのS1'サブサイトの一部を形成する。'b'は変化しない残基、'c'は疎水性残基である。恐らくこの部位が形成する螺旋構造を破壊するため、プロリンはこの部位には存在しない。
ファミリーM81の金属プロテアーゼは、サブユニット当たり1つの亜鉛イオンと結合して、小胞体やゴルジ体と繋がる内在性膜タンパク質である。これらのエンドペプチダーゼには、ファルネシル化タンパク質のC末端側の3残基を切断するCAAXプレニルプロテアーゼ1が含まれる。
魚類、頭足類、軟体動物、藻類、細菌等、多くの海棲生物が金属プロテアーゼ阻害剤を持っていることが知られている。